# Antonio Fortunato Stella

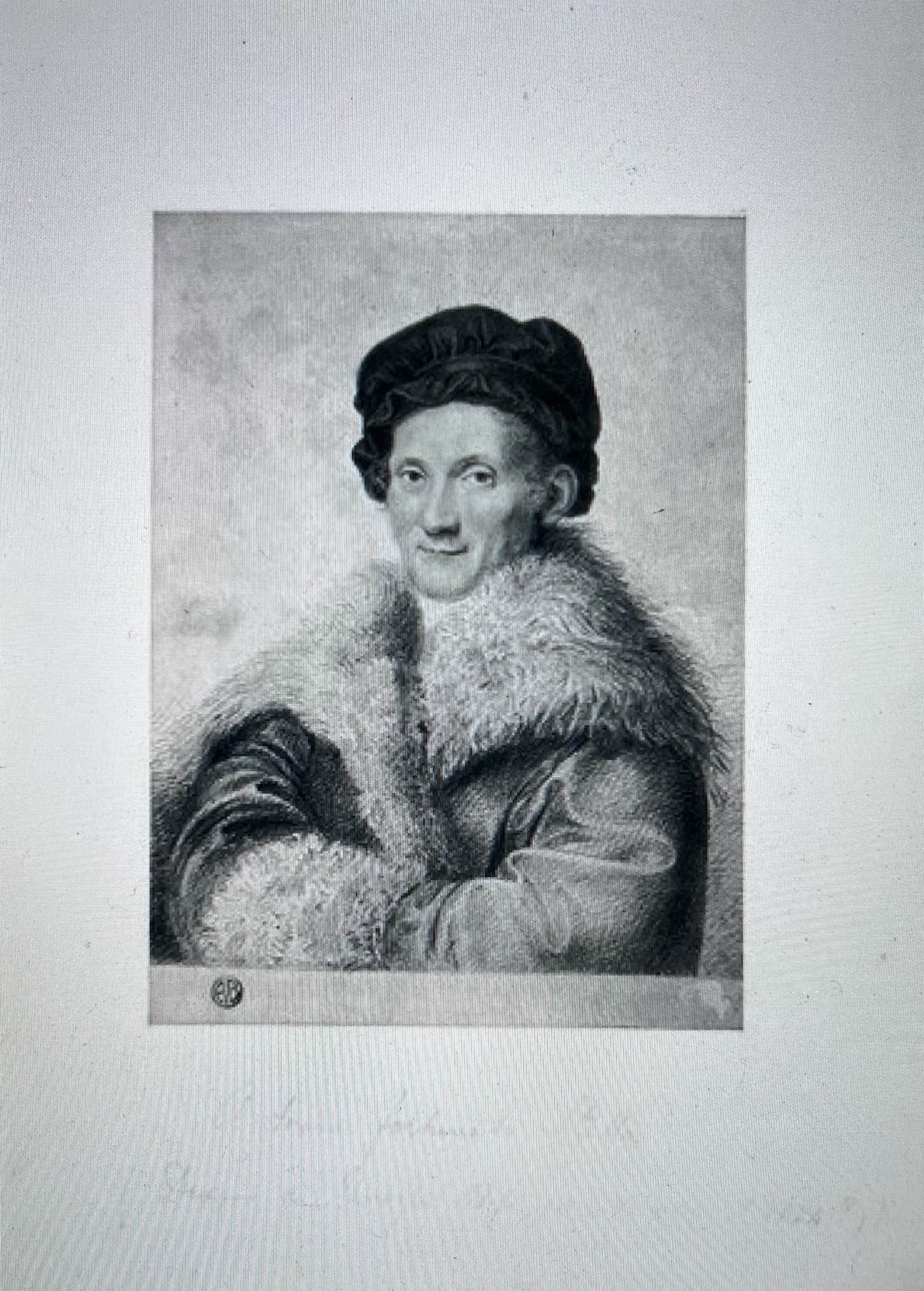
Antonio Fortunato Stella, disegno della pittrice Fulvia Bisi

Antonio Fortunato Stella (Venezia, 27 ottobre 1757 – Milano, 21 maggio 1833) è stato un tipografo e editore italiano, attivo principalmente a Milano, giocò un ruolo chiave nel panorama editoriale del primo Ottocento, promuovendo la pubblicazione di classici italiani e incentivando il dibattito culturale.

## Formazione e primi anni a Venezia
Le informazioni sulle sue origini familiari e sulla sua infanzia sono limitate; nacque a Venezia da Ottavio Stella, ma non si conoscono dettagli sulla madre. Fin da giovane dimostrò una solida preparazione letteraria che lo portò a collaborare con la tipografia di Carlo Palese nell'edizione de Gli apologisti della religione (1784-1790), una traduzione dal francese a cura di Gabriel Gauchat. Nel 1793, grazie al sostegno finanziario del conte Alessandro Ercole Pepoli, intraprese la carriera editoriale rilevando la stamperia di Antonio Curti che diventerà tra le più importanti a Venezia. L'ambizioso programma editoriale venne annunciato attraverso il Prodromo della nuova veneta tipografia, con il quale i due soci informarono il pubblico delle iniziative che intendevano realizzare nella loro nuova azienda: una vasta gamma di pubblicazioni nei campi della letteratura, della scienza e dell'arte. Tuttavia, a causa di divergenze con il Pepoli, Stella si trovò costretto a uscire dalla società, pur rimanendo attivo nel settore con la pubblicazione di testi teatrali, tra cui Il Teatro moderno applaudito (1796) e Anno teatrale (1804-1806).

## Il trasferimento a Milano e il ruolo di editore
Nel 1797, con la caduta della Serenissima, Stella si trasferì a Milano, il nuovo centro editoriale di riferimento. Una breve parentesi politica lo vide impegnato a fianco del suo amico e mentore Vincenzo Dandolo, figura di spicco nel panorama politico e scientifico dell'epoca. Nel 1799 a Parigi esercitò la funzione di legato della Municipalità provvisoria veneziana; e nel 1806 accompagnò Dandolo in Dalmazia, quando questi fu nominato provveditore generale. Nel 1810 avviò a Milano la sua attività di stampatore e libraio, aprendo la propria bottega in contrada Santa Margherita con il sostegno finanziario dell'amico Dandolo. 
Una delle sue prime importanti iniziative fu, nel 1814, la stampa della rivista Lo Spettatore, concepita inizialmente come traduzione dell'omonima pubblicazione francese Le Spectateur (1814-1815). In seguito, l'edizione Italiana si arricchì di contributi originali, fino a trasformarsi in un periodico indipendente con un'ampia sezione dedicata alla cultura italiana, anticipando alcune tematiche che sarebbero poi state affrontate dalla «Biblioteca italiana», di cui Stella curò la pubblicazione, per alcuni mesi, nel 1816. Nel 1814 partecipò alla fondazione della seconda «Società tipografica dei classici italiani» insieme ai soci Francesco Fusi e Giulio Ferrario. Questa iniziativa portò alla pubblicazione della collana «Edizioni delle opere classiche italiane del secolo XVIII» (1818-1839), un progetto ambizioso che mirava a preservare e diffondere il patrimonio letterario nazionale. Nel 1825 assunse la direzione della «Biblioteca amena e istruttiva per le donne gentili», una collana inizialmente limitata ad ospitare romanzi stranieri poco noti in Italia e in secondo momento rilanciata da Stella includendovi opere letterarie di vario genere, quali I tre Galatei (1825) di Giovanni Della Casa, Melchiorre Gioia e Sperone Speroni, e le Rime di Francesco Petrarca (1826), arricchite dal commento di Giacomo Leopardi.
Un aspetto distintivo della sua attività fu la pubblicazione di cataloghi librari, strumenti fondamentali per la promozione editoriale. I cataloghi della sua bottega, pubblicati tra il 1810 e il 1833, non si limitavano alle sue edizioni ma includevano anche opere di altri editori, dimostrando il suo ruolo centrale nella distribuzione libraria italiana. Dall’analisi dei cataloghi emerge una prevalenza di opere letterarie, storiche e scientifiche, seguite da testi religiosi e giuridici. Questa scelta editoriale riflette l’attenzione di Stella per un pubblico colto e borghese, interessato a testi di qualità per la propria formazione.

## Relazioni con gli intellettuali e impegno per il diritto d'autore
Stella collaborò con numerosi esponenti del panorama letterario e accademico, tra cui Vincenzo Monti, Antonio Cesari e Antonio Piazza. Il suo sostegno a Giacomo Leopardi fu particolarmente significativo: nel 1816 pubblicò il Saggio di traduzione dell’Odissea. Canto I, segnando l’esordio editoriale del poeta recanatese. Seguirono altre edizioni di sue opere, tra cui la traduzione del Libro secondo dell’Eneide (1817) e alcuni componimenti poetici che sarebbero poi confluiti nei Canti. Nel 1827 pubblicò le Operette morali, nonostante le difficoltà poste dalla censura. 
Oltre a promuovere la letteratura italiana, Stella si distinse per il suo impegno nella difesa del diritto d’autore. Nel 1823 pubblicò anonimamente Pensieri d’un vecchio stampatore-libraio sulla «Biblioteca italiana», uno dei primi interventi sul tema della proprietà intellettuale in Italia, in cui denunciava le ristampe abusive e i danni che queste arrecavano agli autori e agli editori.

## Ultimi anni e lascito
Negli ultimi anni della sua vita, Stella coinvolse i figli nella gestione dell’impresa familiare, assicurandone la continuità. Dopo la sua morte nel 1833, la casa editrice passò prima al figlio Luigi e successivamente alla seconda moglie Bianca Giuppani e al figlio Giacomo. Tra le pubblicazioni più importanti del periodo postumo figura la Bibliografia italiana (1835-1846), uno dei primi bollettini editoriali regolari del panorama nazionale e la collana «Capolavori della letteratura francese contemporanea».

## Pubblicazioni
- Bibliografia italiana (1835-1846)

- Biblioteca italiana ossia Giornale di letteratura scienze ed arti (1816-1840)
- Lo Spettatore[1](1814-18), divenuto in seguito Il Ricoglitore (1820-24), poi Il Nuovo Ricoglitore (dal 1825 alla morte, nel 1833)